# Landsdijk
Landsdijk of  's Gravenjansdijk is een gehucht in de Belgische provincie Oost-Vlaanderen. Het gehucht ligt in het noorden van Bassevelde, een deelgemeente van Assenede, tegen de grens met Watervliet. Ten oosten ligt Boekhoute, ten westen Bentille.
Het gehucht ligt langs de Graaf Jansdijk. Ten noorden ligt het Leopoldkanaal. Het gehucht ligt ongeveer op de grens van het poldergebied in het noorden en het meer zandige Meetjesland in het zuiden.

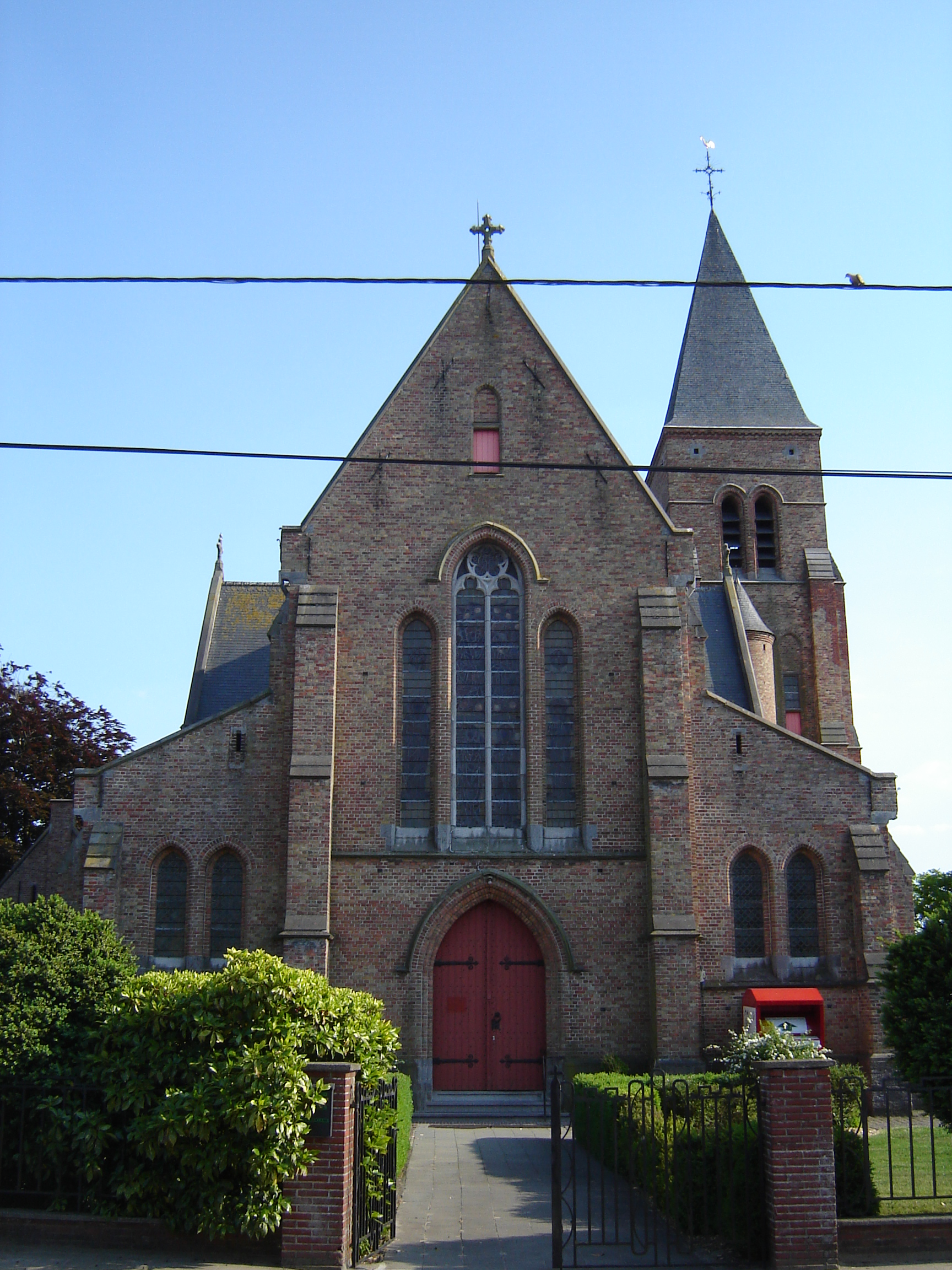
Onze-Lieve-Vrouw Onbevlekt Ontvangenkerk

## Geschiedenis
Het gehucht is vernoemd naar de Graaf Jansdijk of Gravejansdijk die in 1402 is aangelegd. De dijk loopt hier in oost-west-richting en het gehucht ontwikkelde zich er langs. Op de Ferrariskaart uit de jaren 1770 is de dijk te zien als Graeve-Jans-Dijk en is het gehucht langs de dijk te zien, met de naam De Dyck Straete aangeduid in het oosten en de naam Schraevenstraete in het westen. Ook de Atlas der Buurtwegen uit het midden van de 19de eeuw toont de bebouwing langs de dijk en geeft de gehuchtnaam Doorntje.
Het Basseveldse gehucht groeide verder uit. Op het eind van de 19de eeuw gingen religieuzen van de Congregatie der Bernardinnen van Oudenaarde, die in het centrum Bassevelde een klooster hadden, in de groeiende wijk 's Gravenjandsdijk les geven en in 1897 werd hier een klooster en school gebouwd. In 1904 werd hier uiteindelijk een zelfstandige parochie opgericht, gewijd aan Onze-Lieve-Vrouw Onbevlekt Ontvangen. Verschillende kanalen, dijken en polders vormden de grens van de parochie. In het noorden werd de grens met Watervliet vormde door de Foscierenpolder, Hellepolder en Kristoffelpolder en de Noorddijk. In het oosten was de Leegmeerswatergang de grens met Boekhoute en in het zuiden de Leede Leegmeersenwatergang de grens met Bassevelde-centrum. De Cocquytpolder en de Mariapolder werden de grens met Bentille in Watervliet en Sint-Jan-in-Eremo in het westen. Jan-Baptist Meuleman, onderpastoor van Nieuwerkerken bij Aalst, werd de eerste pastoor van de nieuwe parochie.
Er werd een voorlopig houten kerkje opgetrokken voor het klooster en de school en het klooster werden de volgende jaren afgewerkt. Een definitieve neogotische parochiekerk werd opgetrokken en in 1910 ingewijd.

## Bezienswaardigheden

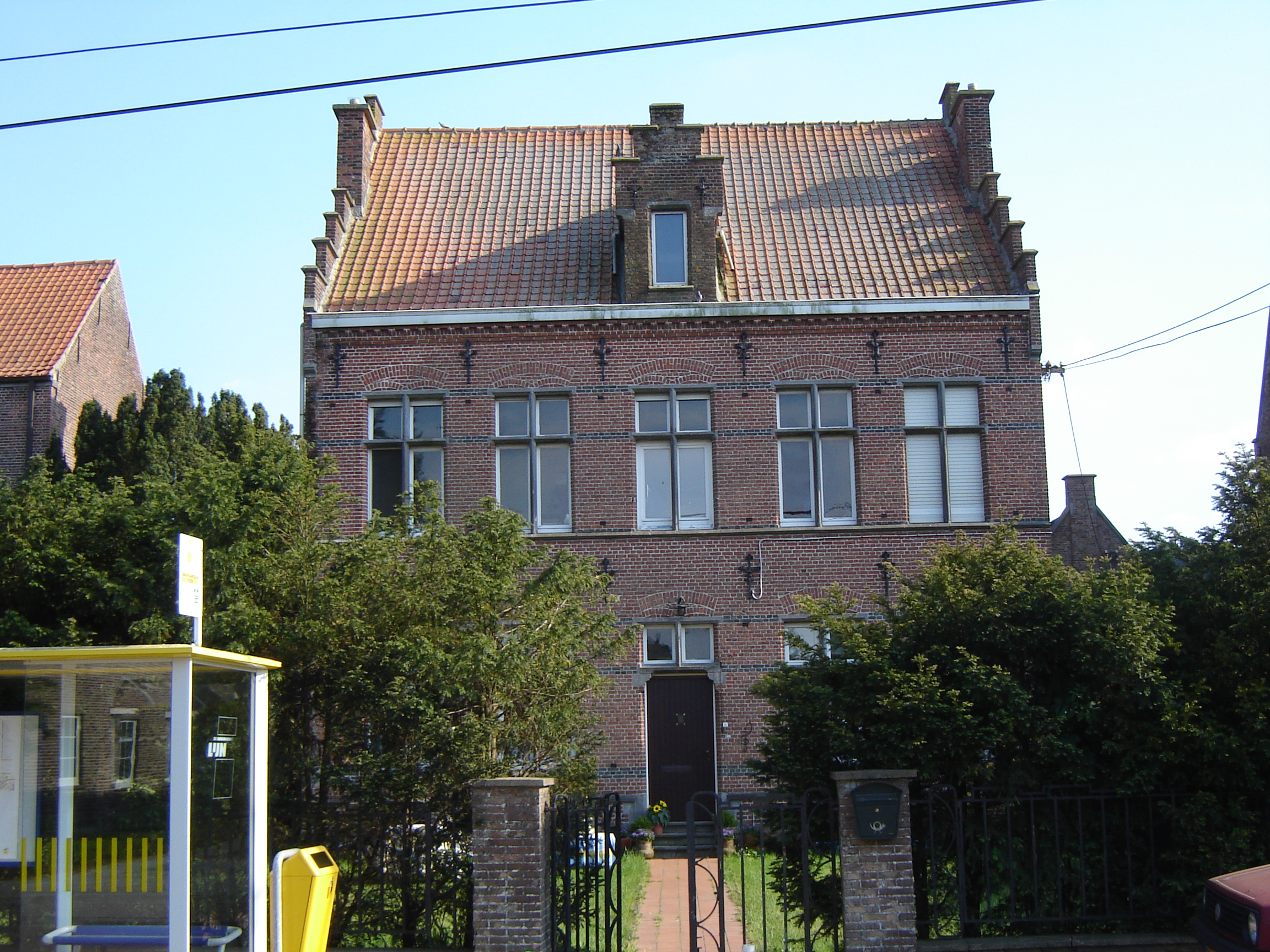
Pastorie

- De Onze-Lieve-Vrouw-Onbevlekt-Ontvangenkerk, een driebeukige neogotische kerk van architect was Henri Valcke.

## Natuur en landschap
Landsdijk ligt in het Meetjesland en in het Vlaamse poldergebied. De hoogte bedraagt ongeveer 3 meter. Langs de Graaf Jansdijk bevinden zich nog enkele wielen, waaronder de Boomloze Put (Bodemloze Put). Ten noorden van Landsdijk bevindt zich het Leopoldkanaal.

## Nabijgelegen kernen
Bassevelde, Boekhoute, Watervliet, Bentille